# Tyriobapta kueckenthali
Tyriobapta kueckenthali is een libellensoort uit de familie van de korenbouten (Libellulidae), onderorde echte libellen (Anisoptera).
De wetenschappelijke naam Tyriobapta kueckenthali is voor het eerst geldig gepubliceerd in 1903 door Karsch.